# Rubiales (Segovia)
Rubiales o Ruviales es un despoblado español situado en el término municipal de Bernuy de Porreros, en la provincia de Segovia, comunidad autónoma de Castilla y León.

## Geografía

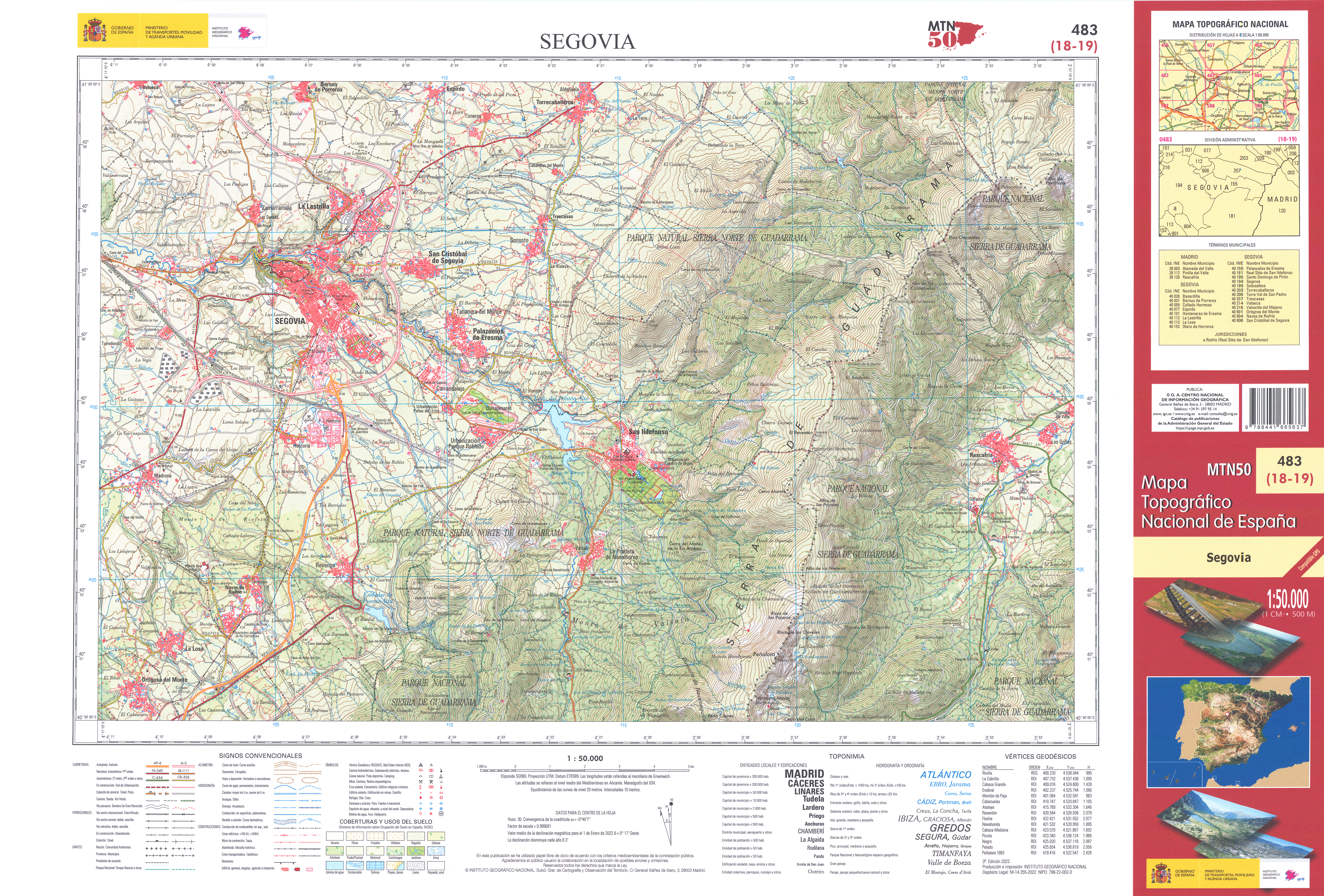
Fragmento de la hoja 483 del Mapa Topográfico Nacional de España (2022), se representa la zona donde se ubicó Ruviales

Se situaba 800 m al suroeste del núcleo original de Bernuy, pero actualmente está enclavado en el pueblo dentro de una zona arbolada en 2023 por la empresa Drylock junto al Polígono Industrial de Los Hitales, actualmente en desarrollo, en el límite con la urbanización de la Ciudad Bioclimática. Aunque no existen restos apreciables a simple vista en la zona, se conserva el nombre del paraje y existe en el entorno la Fuente Rubiales.

## Historia
Fundado o repoblado tras la Reconquista por la Comunidad de Ciudad y Tierra de Segovia, quedando encuadrado desde entonces en la Cuadrilla de Cabelavilla del Sexmo de Cabezas. Sabemos de su existencia en época medieval puesto Bernuy de Porreros y Espirdo son citados como Bernuy de Rubiales y Spiritu de Ruviales respectivamente por estar cercanos a este núcleo, de mayor relevancia, el 1 de junio de 1247, como consecuencia de las relaciones de préstamo efectuadas por la mesa episcopal y por la de los canónigos a los colonos que trabajan las tierras propiedad de la Iglesia.